# 白河中継局
白河中継局（しらかわちゅうけいきょく）は、福島県白河市にあるテレビとFMラジオの中継局である。

## 概要
- 当中継局は、白河市金子平の富士見山に置かれ、中通り南部の広範囲に電波を発射している。

## 中継局概要

### 地上デジタルテレビ放送
| リモコン 番号 | 放送局名           | チャンネル 番号 | 空中線 電力 | ERP | 放送対象地域 | 放送区域 内世帯数 | 運用開始日     |
| ------------- | ------------------ | --------------- | ----------- | --- | ------------ | ----------------- | -------------- |
| 1             | NHK 福島総合       | 16              | 10W         | 27W | 福島県       | 約2万1200世帯     | 2007年 12月1日 |
| 2             | NHK 福島教育       | 13              | 10W         | 27W | 全国         | 約2万1200世帯     | 2007年 12月1日 |
| 4             | FCT 福島中央テレビ | 17              | 10W         | 27W | 福島県       | 約2万1200世帯     | 2007年 12月1日 |
| 5             | KFB 福島放送       | 19              | 10W         | 27W | 福島県       | 約2万1200世帯     | 2007年 12月1日 |
| 6             | TUF テレビユー福島 | 20              | 10W         | 27W | 福島県       | 約2万1200世帯     | 2007年 12月1日 |
| 8             | FTV 福島テレビ     | 18              | 10W         | 27W | 福島県       | 約2万1200世帯     | 2007年 12月1日 |

- デジタルテレビの放送エリアは、白河市・西白河郡西郷村・西白河郡泉崎村・西白河郡中島村（各一部地域除く）。

### 地上アナログテレビ放送
| チャンネル 番号 | 放送局名           | 空中線 電力       | ERP               | 放送対象地域 | 放送区域 内世帯数 | 運用開始日      |
| --------------- | ------------------ | ----------------- | ----------------- | ------------ | ----------------- | --------------- |
| 44              | TUF テレビユー福島 | 映像100W /音声25W | 映像300W /音声75W | 福島県       | 不明              | 1983年 12月4日  |
| 46              | KFB 福島放送       | 映像100W /音声25W | 映像300W /音声75W | 福島県       | 不明              | 1981年 10月1日  |
| 56              | FCT 福島中央テレビ | 映像100W /音声25W | 映像300W /音声75W | 福島県       | 不明              | 1970年 4月1日   |
| 58              | NHK 福島教育       | 映像100W /音声25W | 映像320W /音声79W | 全国         | 不明              | 1965年 11月27日 |
| 60              | NHK 福島総合       | 映像100W /音声25W | 映像320W /音声79W | 福島県       | 不明              | 1965年 11月27日 |
| 62              | FTV 福島テレビ     | 映像100W /音声25W | 映像320W /音声79W | 福島県       | 不明              | 1965年 11月25日 |

- 当初全国一斉の2011年7月24日で廃止される予定だったが、東日本大震災発生の影響から、廃止が2012年3月31日まで延期された。
- FTVは初のUHF中継局として開局[6]。
- 2018年2月現在、FCTの中継局の建物は存在しているが、運用されていない。KFB、TUF、FTVの中継局の建物が、存在しているかは不明。
- 地上アナログ放送の放送区域は、白河市とその周辺である。しかし、同じ白河市内でも当中継局を受信できない場所もある。南白河中継局は、そのひとつである。

### FM放送
| 周波数  | 放送局名                      | 空中線 電力 | ERP     | 放送対象地域 | 放送区域 内世帯数 | 運用開始日     |
| ------- | ----------------------------- | ----------- | ------- | ------------ | ----------------- | -------------- |
| 79.8MHz | エフエム福島 愛称｢ふくしまFM｣ | 音声100W    | 音声87W | 福島県       | 約-世帯           |                |
| 84.3MHz | NHK 福島FM放送                | 音声100W    | 音声89W | 福島県       | 約-世帯           | 1969年 9月12日 |